# Past Life
«Past Life» — песня американского певца и автора песен Тревора Дэниела. Она была написана Финнеасом О’Коннеллом, Кэролайн Пеннелл, Джеем Столаром, Миком Куганом и Шоном Майером и спродюсирована О’Коннеллом и Майером. Песня была выпущена 6 марта 2020 в качестве второго сингла из его дебютного студийного альбома Nicotine лейблах Alamo Records и Interscope Records. Официальный ремикс на песню, записанный совместно с американской певицей Селеной Гомес, был выпущен 26 июня 2020. Ещё один ремикс, записанный совместно с Lil Mosey и Селеной Гомес, был выпущен 31 июля 2020.

## Видеоклип
Релиз видеоклипа на трек, срежиссированного Ваней Хейманном и Галом Муджиа, состоялся 14 июля 2020 года на официальном YouTube-канале Селены Гомес.

## Живые исполнения
18 августа 2020 года Дэниел Тревор исполнил сольную версию «Past Life» как часть попурри с песней «Falling» на американском вечернем ток-шоу «Сегодня вечером с Джимми Фэллоном».

## Награды и номинации
| Год  | Организация      | Награда                     | Результат | Прим. |
| ---- | ---------------- | --------------------------- | --------- | ----- |
| 2020 | BreakTudo Awards | «Collaboration of the Year» | Номинация | [ 9 ] |

## Чарты
| Чарт (2020)                                        | Высшая позиция |
| -------------------------------------------------- | -------------- |
| Канада (Billboard Canadian Hot 100)                | 68             |
| Венгрия (Single Top 40)                            | 38             |
| Новая Зеландия (RMNZ)                              | 5              |
| США (Billboard Hot 100)                            | 77             |
| США (Billboard Pop Airplay)                        | 17             |
| США (Rolling Stone Top 100)                        | 76             |
| Канада (Billboard Canada CHR/Top 40)               | 21             |
| Канада (Billboard Canada Hot AC)                   | 44             |
| Мексика (Billboard Mexico Ingles Airplay)          | 26             |
| Канада (Billboard Hot Canadian Digital Song Sales) | 39             |
| Мир (Billboard Lyricfind Global)                   | 12             |
| США (Billboard Radio Songs)                        | 47             |
| США (Billboard Digital Song Sales)                 | 20             |
| Ирландия (IRMA)                                    | 89             |
| Греция (IFPI)                                      | 94             |
| США (Billboard Adult Pop Airplay)                  | 36             |

## Сертификации
| Регион                                                                      | Сертификация | Продажи |
| --------------------------------------------------------------------------- | ------------ | ------- |
| Канада (Music Canada)                                                       | Золотой      | 40,000  |
| Данные о продажах + прослушиваниях приведены только на основе сертификации. |              |         |

## История релиза
| Регион    | Дата           | Формат                     | Лейбл            | Прим.  |
| --------- | -------------- | -------------------------- | ---------------- | ------ |
| Мир       | 26 июня 2020   | Цифровая загрузка стриминг | Alamo Interscope | [ 27 ] |
| Австралия | 26 июня 2020   | Contemporary hit radio     | Universal        | [ 28 ] |
| Италия    | 3 июля 2020    | Contemporary hit radio     | Universal        | [ 29 ] |
| США       | 14 июля 2020   | Contemporary hit radio     | Interscope       | [ 30 ] |
| США       | 14 июля 2020   | Rhythmic contemporary      | Interscope       | [ 31 ] |
| США       | 3 августа 2020 | Hot adult contemporary     | Interscope       | [ 32 ] |